# Bibliothek der klassischen Altertumswissenschaften
Die Bibliothek der klassischen Altertumswissenschaften ist eine wissenschaftliche Schriftenreihe zur Klassischen Altertumswissenschaft. In ihr werden Monografien und Sammelbände zur Literaturwissenschaft, Sprachwissenschaft und Kulturwissenschaft der Antike publiziert. Sie erscheint seit ihren Anfängen im Universitätsverlag Winter in Heidelberg.
Die Bibliothek der klassischen Altertumswissenschaften wurde 1911 durch Johannes Geffcken begründet, der zu dieser Zeit als Professor an der Universität Rostock lehrte. Unter seiner Herausgeberschaft erschienen vor allem handbuchartige Werke zu verschiedenen Themen der klassischen Altertumswissenschaft, darunter auch klassisch-archäologische und althistorische Titel. Nach dem Tod Geffckens übernahm der Verlag Winter selbst die Herausgeberschaft. Nach dem Zweiten Weltkrieg wurde die Bibliothek der klassischen Altertumswissenschaften mit neuer Bandzählung fortgeführt, zunächst in zwei Reihen, seit 1977 nur noch in einer Reihe. 1986 übernahm Hubert Petersmann, zu dieser Zeit Professor an der Ruprecht-Karls-Universität Heidelberg, die Herausgeberschaft; seit seinem Tod im Jahr 2001 wird die Reihe von seinem Kollegen Jürgen Paul Schwindt fortgeführt.